# Szabadelvű Médiaműhely
A Szabadelvű Médiaműhely (SZEMM) 2002-ben a Magyar Média Műhely (MMM) névváltoztatásával tűnt fel a sajtóhoz kapcsolódó civil szerveződések világában. Jelenleg bejegyzés előtt áll. Az MMM gyakorlatát folytatva évente egy-két konferenciával jelentkezik, ezeket Budapesten - 2014-ben Bécsben - szervezik az önmagukat európai szellemiségű újságírókként meghatározó sajtóemberek. Molnár Pál, Németh Miklós Attila, Sipos Zoltán, Elmer István dolgozott szervezőként, levezető elnökként.
A SZEMM konferenciáin nyújtják át minden évben az Európa-érem néven ismert nemzetközi újságíródíjat.

## Neves előadók a SZEMM-konferenciákon
2002 óta számos ismert értelmiségi tartott előadást a SZEMM tanácskozásain: Csoóri Sándor (2002), Molnár Tamás (2002), Tamás Ervin (2002) Sasvári Szilárd (2002), Kocsi Ilona (2002), Pálinkás József (2003), Seres László (2003), Blanckenstein Miklós (2003), Szalai Annamária (2003), Kovács Dávid (2003), Balogh László (2003), Zétényi Zsolt (2004), Busch Béla (2004), Balsai István (2004), Tellér Gyula (2004), Vona Gábor (2004), Kondor Katalin (2005), Fricz Tamás (2005; 2015), Zárug Péter Farkas (2005), Deák Ernő (2008, 2014), Duray Miklós (2009), Bauer Edit (2009), Boross Péter (2010), Földi László (2010), Auer János (2011, 2012, 2013, 2014), Grzegorz Górny (2011), Oplatka András (2012), Simon János (2007, 2012), Ivan Busic (2013), Kiss Gy. Csaba (2013), Gérnyi Gábor (2013), Horváth Csaba (2013), Gálik Zoltán (2013), Kiss-Rigó László (2014), Kalmár Ferenc (2014) Molnár Pál, M. Szabó Imre
A SZEMM tevékenységét, elsősorban az Európa-érem átadását 2018 óta a Balassi Kard Művészeti Alapítvány gyakorolja. 

## Történet
2002. A konzervatív sajtó esélye
2003. Szellemi környezetvédelem a sajtóban
2003. A nemzeti televíziózás esélye
2004. Jogi gengszterizmus
2005. Áttörés a médiában - Polgári újságírás
2006. Megfélemlíthetők-e az újságírók? 
2007. Mindenütt dolgozik az orwelli stáb
2008. Miért nem nyitottunk cukrászdát Bécsben? 
2009. Az emberi jogok érvényesülése az Európai Unióban
2010. Titkosszolgálatok a rendszerváltozásban
2011. Az európai gondolkodásmód megújítása
2012. A közszolgálatiság európai tartalma
2013. A kulturális identitás megerősítése az Európai Unióban
2014. A kereszténydemokrácia szerepe az európai integrációban
2015. Politológus a rendszerváltozásban